# Clarion (entreprise)
Pour les articles homonymes, voir Clarion.
Clarion est une entreprise japonaise fabriquant des autoradios, des systèmes de navigation automobile et des systèmes embarqués. On compte parmi leurs clients Peugeot, Suzuki ou encore Volkswagen.

## Histoire
En 2007, elle a été rachetée par le groupe Hitachi.
En octobre 2018, Faurecia annonce l'acquisition de Clarion pour 1,3 milliard de dollars.
Le 1er mars 2019, Faurecia annonce le succès de son offre d'achat avec l'acquisition de 95,28% du capital. Le 1er avril 2019, Faurecia doit inaugurer au Japon un pôle qui regroupera Clarion, Parrot Faurecia Automotive et Coagent Electronics et emploiera près de 9 200 personnes, dont 1 650 ingénieurs. Cet ensemble doit générer un chiffre d'affaires de plus de 2 milliards d'euros d'ici 2022.

## Sites de production en Europe
Le groupe possède une usine d'assemblage à Jászberény en Hongrie.
Jusqu'en 2004, des autoradios étaient assemblés sur le site de Custines en France. La production a été transférée en Hongrie.